# Спор о трёх главах
Спор о трёх главах — один из этапов внутрихристианского конфликта, последовавшего за Халкидонским собором, ставший следствием попыток византийского императора Юстиниана I примирить нехалкидонитов Сирии (принадлежащих Сирийской церкви) и Египта с халкидонитами. Предыдущая попытка, предпринятая императором Зеноном, связанная с изданием им примирительной вероисповедательной формулы «Энотикон» в 482 году, завершилась неудачей.
Собственно «вопрос» состоял в предложении предать анафеме в связи с обвинениями в несторианстве личность и труды богословов Феодора Мопсуестийского, некоторые труды Феодорита Кирского и одно из писем Ивы Эдесского. Под «главами» (др.-греч. κεφάλαια) в данном случае понимаются как письменно изложенные высказывания в форме анафематизмов, так и сами предметы осуждения.
Первоначально высказанные в форме императорского эдикта в середине 540-х годов, анафематизмы были затем утверждены Вторым Константинопольским собором 553 года. Их принятие вызвало оживлённую полемику и было в целом неодобрительно встречено христианскими церквями. Поскольку все осуждённые церковные деятели ко времени событий были, с одной стороны, уже давно мертвы, а, с другой, пользовались уважением в некоторых поместных церквях, посягательство на их память привело к бурным событиям в жизни церкви. Противоречивая роль в событиях папы римского Вигилия существенно подорвала престиж апостольского престола.
Разногласия между различными христианскими церквями, вызванные спором о трёх главах, не преодолены до сих пор. Так, например, в коммюнике, принятом после состоявшихся в июле 1997 года консультаций церквей сирийской традиции, рекомендовалось пересмотреть решения Второго Константинопольского собора в части осуждения личности и трудов Феодора Мопсуестийского.

## Спор о догматическом авторитете Халкидонского собора

### Начало конфликта

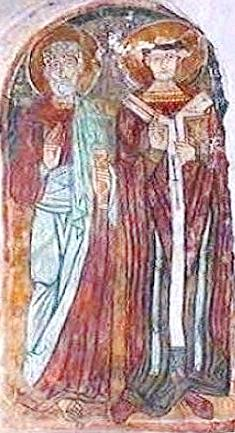
По прочтении Томоса на Халкидонском соборе большинство епископов воскликнуло в порыве энтузиазма: «Сам Пётр вещает через Льва, Кирилл так учил!» Апостол Пётр и папа Лев на фреске в церкви Святого Николая в Скальные поселения Моттолы Моттолы

В 451 году был принят Халкидонский Символ веры, утверждающий две природы (др.-греч. φύσις) во Христе, божественную и человеческую. Сторонники этой формулы желали утвердить идею о том, что Христос был в полной мере как Богом, так и человеком, тогда как критики этого символа интерпретировали его как неверное утверждение, что термин «Христос» стал обозначением двух различных сущностей, соединённых каким-то образом. Хотя формулировка основывалась на взглядах Кирилла Александрийского (ум. 444), Халкидонский собор не принял его теорию о том, что тот, кто пострадал на кресте, был Бог Сын, а не человек, соединённый с Богом. Оппоненты Халкидонского собора, получившие название монофизиты, утверждали, что собор следовал учению Нестория (ум. 451), осуждённому Эфесским собором в 431 году за разделение божества и человечества Христа на два различных лица. Они утверждали, что в Христе не две природы, а одна, понимая его человечество как набор некоторых дополнительных свойств, принятых воплощённым Логосом. Кроме того, они отвергали т. н. Томос к Флавиану папы Льва I (440—461) — его письмо константинопольскому патриарху Флавиану (447—449), заслушанное и одобренное Халкидонским собором, в котором различение двух природ имело для некоторых епископов восточной части Византийской империи несторианское звучание. Более того, этот собор восстановил на своих кафедрах Феодорита Кирского и Иву Эдесского, известных оппонентов Кирилла Александрийского и сторонников Нестория.
Особенно упорной оппозиция собору была на Востоке — в Египте, Палестине и затем в Сирии. Современные исследователи отмечают отсутствие энтузиазма в поддержке принятых в Халкидоне решений. Когда в 457 году император Лев I (457—474) совещался с восточными епископами, он обнаружил повсеместную поддержку собора, сохранившуюся в сборнике их письменных ответов Codex encyclius, что, однако, было вызвано шоком от убийства в Александрии халкидонитского патриарха Протерия. Их поддержка сочеталась с минималистической интерпретацией решений собора, как не более чем подтвердившего Первый Вселенский собор 325 года и защитившего веру от некоторых ересей, а в самой Encyclia утверждение «две природы и одна ипостась» не встречается.
В попытке восстановить церковное единство константинопольский патриарх Акакий (472—489) составил, а император Зенон (474—491) издал в 482 году Энотикон. Этот документ, основанный на «Двенадцати главах» Кирилла Александрийского, проигнорированных, с одной стороны, Халкидонским собором и, с другой стороны, признающих две природы Иисуса Христа, придавал особенное значение Никейскому собору, а по поводу Халкидонского высказывался достаточно неопределённо, как о периоде, когда существовали некие ереси, которые требовалось осудить. Определённо анафематствовались только Несторий и Евтихий, осуждённый Халкидонским собором. Таким образом, значение Четвёртого вселенского собора сводилось к установлению дисциплинарных канонов, и отвергалось его догматическое содержание. Если на Востоке Энотикон, благодаря тому, что в нём принимались оба аспекта учения Кирилла Александрийского, произвёл благоприятное впечатление и способствовал установлению мира в церкви, на Западе попытка подорвать авторитет Халкидонского собора не была поддержана. В результате Рим прервал церковное общение с Акакием и его сторонниками, что положило начало Акакианской схизме, длившейся с 484 по 519 год.
В правление императора Анастасия (491—518) Энотикон оставался основой религиозной политики империи, изменившейся только при императоре Юстине (518—527). В 519 году Энотикон, не выполнивший своей объединительной задачи, был отменён, а общение с Римом восстановлено после подписания патриархом Иоанном II Libellus Hormisdae. Однако вскоре, в связи с обсуждением теопасхистской формулы, инициированным скифскими монахами, вновь встал вопрос о достаточности Халкидонского вероопределения в борьбе с несторианством.

### Основные церковные фракции
Всё это время крайнюю халкидонитскую позицию, отрицающую Энотикон и отказывающую в общении тем, кто с ним согласился, занимали Запад во главе с папством и ряд монашеских организаций, наиболее значимыми из которых были общины «неусыпающих» в Константинополе и монастырей Палестины. Хотя патриархи на Востоке были вынуждены, в качестве условия вступления на свой пост, подписывать Энотикон, они как правило выступали против миафизитов, когда те пытались его использовать против Халкидонского собора. С другой стороны, нехалкидониты требовали признания Энотикона и разделялись на тех, кто требовал дополнительно осудить Халкидонский собор, и тех, кто не требовал.
В богословском отношении хакидониты разделялись на две основные группы. Первая, «строгие диофизиты», наиболее заметным представителем которых был Феодорит Кирский, подчёркивала в своих христологических воззрениях различие между божеством и человечеством Христа, его сотворённостью или несотворённостью при воплощении. Эта группа интерпретировала Халкидонский собор с точки зрения позиций Антиохийской школы. Другая группа, неохалкидониты, допускали возможность исправления терминологии Кирилла Александрийского, считая это не отказом от его учения, но способом достижения согласия между ним, папой Львом и Халкидоном.
В каждой патриархии сложилось собственное отношение к этому конфликту. В Александрийской патриархии при патриархе Петре Монге (482—489) и его преемниках в отношениях с прочими патриархиями признавались Энотикон и Халкидонский собор, тогда как внутри Египта анафематствовались как собор, так и папа Лев. Однако патриарх Иоанн Никиот (505—516) в своей речи, произнесённой по случаю своего избрания, истолковывал Энотикон в смысле одобрения монофизитства и осуждения собора. Этой двойственности в Египте пытался противостоять ярый халкидонит Константинопольский патриарх Евфимий (490—496), пока не был смещён Анастасием. Его преемник Македоний II придерживался более умеренной халкидонитской позиции, признавая Энотикон, но отказывая в общении тем, кто придерживался его крайних антихалкидонских толкований. В Антиохии патриарх Палладий (490—498) в своём халкидонизме удерживался от крайностей Евфимия, однако при его преемнике Флавиане (498—512) общение с Александрией было разорвано. В Иерусалиме патриарх Мартирий (478—486) в правление Зенона выпустил собственный документ, аналогичный Энотикону, в котором пытался примирить противников и сторонников Халкидонского собора, однако при патриархе Илие (494—516) была занята строго халкидонитская позиция. Хотя он был и смещён вследствие этого Анастасием, его преемник Иоанн (516—524) был также халкидонитом.

## Постановка вопроса о «трёх главах»

### Феодор Мопсуестийский

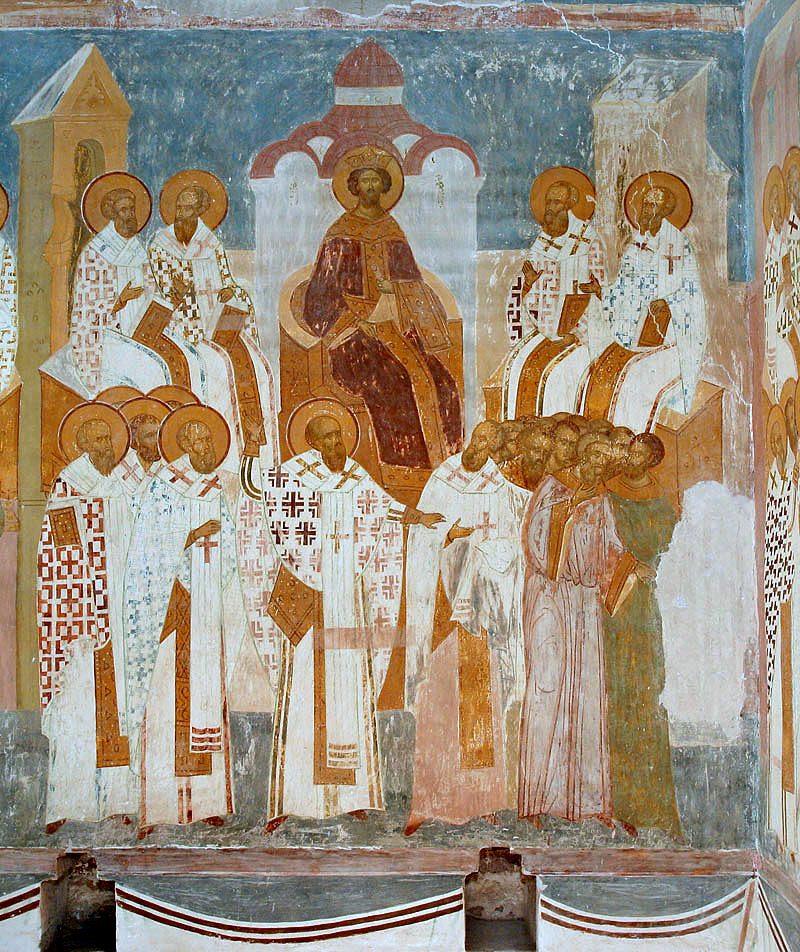
Анафематствование Нестория на Третьем Вселенском соборе. Фреска Дионисия, ок. 1502 года

Скончавшийся в 428 году епископ Мопсуестийский был представителем антиохийской богословской школы. В его лице рационалистическое и историко-грамматическое учение направление школы было доведено до крайностей. Опасаясь выражения «вочеловечение Бога», он вместо него употреблял слово «вселение» (др.-греч. ἐνοίκμσις) Логоса в человека и, таким образом, разделял единого Христа на двоих — человека и вселившегося в него Логоса. Христос по учению Феодора ничем не отличался от обыкновенного человека, разве что избытком благодати; как обычному человеку ему были свойственны страсти и нравственные потрясения. Логос сделал его совершенным через страдания, и через постепенное совершенствование Христос стал непорочным. Только после этого произошло усыновление Христа Богу Отцу по благодати. Феодор говорил, что Дева Мария родила не Бога, и избегал называть её Богородицей. Его взгляды на ветхозаветные пророчества о Христе и составе Ветхого Завета также были далеки от ортодоксальных. Тем не менее, он не был осуждён или отлучён от церкви при жизни, а его учение было чрезвычайно популярно на востоке империи.
После осуждения Нестория Эфесским собором в 431 году и указа императора Феодосия II (408—450) «отыскивать и публично сжигать» его книги последователи ересиарха начали переводить на сирийский, армянский и персидский языки сочинения, которые могли быть легко истолкованы в несторианском смысле. С целью показать, что Несторий не ввёл ничего нового в учение церкви, его последователи часто использовали труды Диодора Тарсийского и его ученика Феодора Мопсуестийского. Узнавший об этом епископ Эдесский Раббула (412—436) в 435 году анафематствовал как Феодора, так и тех, кто читает его сочинения и не приносит их к нему для сожжения. Также Раббула оповестил о своём открытии относительно Феодора епископа Кирилла Александрийского и, вместе с Акакием Мелитенским, написал письмо к армянским епископам. Те, в свою очередь, собрали собор, который принял решение обратиться к архиепископу Проклу (434—446), который должен был рассудить, чьему учению они должны следовать — Феодора или Раббулы и Акакия.
Прокл, не называя Феодора по имени, осудил некоторые извлечения из его сочинений, в которых он видел «иудейское нечестие». Свой ответ, прежде чем отправить армянам, он вначале послал в Александрию и Антиохию. Кирилл подписал книгу Прокла к армянам, но Иоанн Антиохийский (428—442) отказался осудить покойного, к которому при жизни не было никаких догматических претензий. Указывая на то, что отдельные высказывания, вызванные борьбой Феодора с ересями, не означают, что тот думал именно так, как хотят думать на основании этих выражений его противники, они категорически отказались осуждать Феодора.
Продолжая настаивать на осуждении Феодора, Кирилл написал против него и Диодора Тарсийского три книги. В этих произведениях, а также в многочисленных посланиях он развивал мысль о том, что Феодор учил так же, как после него Несторий, и его учение представляет даже большую опасность. Постепенно риторика против учения Феодора становилась всё более резкой, и стали звучать, в том числе и при дворе, требования осудить не только его учение, но и лично. Когда об этом стало известно на Востоке, оказалось, что Феодор пользуется там по-прежнему непререкаемым авторитетом. Одновременно с этим со стороны армянских монахов начались нападки на вполне православные высказывания Феодора. Опасаясь волнений по этому поводу, Кирилл Александрийский написал Проклу о Феодоре более умеренное послание, отметив, что Феодор несмотря на прежние ошибки усоп в мире и согласии с православной церковью и не может анафематствоваться. В результате Феодосий издал указ, запрещающий осуждать умерших в мире с церковью.
Указ достиг своей цели, и долгое время почти никто, кроме сторонников монофизитского ересиарха Евтихия, не требовал осуждения Феодора и Диодора. На Халкидонском соборе в 451 году этот вопрос практически не затрагивался. Без осуждения на X сессии собора было зачитано письмо Ивы Эдесского, в котором Раббула назывался тираном, преследующим даже мёртвых. При императоре Анастасии Флавиан Антиохийский, обвинённый иерапольским епископом Филоксеном в несторианстве, начал анафематствовать Нестория. Однако Филоксенту того показалось мало, и он потребовал анафематствования Феодора, Феодорита Кирского и ряда других. В этих требованиях к нему присоединились сторонники Диоскора Александрийского и Евтихия. В 499 году Анастасий созвал в Константинополе собор, на котором убеждал Флавиана исполнить данные требования. После длительных колебаний, в 508 или 509 году Флавиан и Илия Иерусалимский подчинились.
В конце 530-х годов папа Вигилий, добиваясь римского престола, обещал императрице Феодоре, известной своим сочувствием монофизитам, осудить Феодора Мопсуестийского. Он это сделал спустя некоторое время в письме к константинопольскому, александрийского и антиохийскому патриархам, попросив сохранить своё письмо в тайне.

### Ива Эдесский
Сменивший Раббулу в 436 году на посту епископа Эдессы Ива (436—449, ум. 457) принадлежал к числу сторонников Феодора Мопсуестийского. Сразу же после его вступления на кафедру начались жалобы на его приверженность несторианству и на то, что он перевёл произведения Феодора на сирийский язык. Обращения архиепископа Прокла к Иоанну Антиохийскому результата не принесли. Следующая атака на Иву была предпринята при преемнике Иоанна, Домне II Антиохийском (442—449). Четырёх обвинителей, обвинивших около 447 года Иву в корыстолюбии, тот отлучил от церкви. Затем они обратились к Домну, однако антиохийский патриарх начал затягивать решение вопроса, задерживая жалобщиков в Антиохии. Два из них тем не менее смогли отправиться в Константинополь. Там они объединились с епископом Уранием Имерийским, другом незадолго до этого низложенного Евтихия, и подали жалобу константинопольскому собору, дополнив прежние обвинения неправославием.
Преемник Прокла Флавиан (447—449) назначил для разбирательства комиссию в составе Урания, Фотия Тирского и Евстафия Беритского. После поисков подходящего места разбирательство началось в 449 году в Тире. Были предъявлены свидетельства очевидцев неподобающих речей эдесского епископа, в которых тот говорил, что «он не завидует Христу», и назвал Кирилла Александрийского еретиком, в доказательство чего было прочитано письмо персу Марию. Ива всё отрицал, и после того, как он устно и письменно осудил Нестория, дело было закрыто. Не удовлетворившись таким результатом, одни из его обвинителей отправились в Константинополь, а другие начали возбуждать народ в Эдессе против Ивы. Действуя таким образом, в апреле 449 года они смогли начать новый суд в Эдессе, на котором Иве были инкриминированы новые высказывания и вновь прочитано его письмо Марию. Суд проходил под негодование толпы, требовавшей осудить Иву, сослать его сторонников и оправдавших его судей. Обвинения были доложены Феодосию, и тот в своих инструкциях Второму Эфесскому собору (август 449 года) предложил лишить Иву кафедры. Собор под руководством Диоскора Александрийского, рассмотрев обвинения на втором заседании 22 августа 449 года, нашёл Иву виновным, сместил и отлучил его.
Считая такой суд несправедливым, Ива обратился с жалобой к императору Маркиану (450—457), который передал дело на рассмотрение Халкидонскому собору. Этот собор, приняв во внимание, что дело Ивы рассматривалось в его отсутствие, и разойдясь во мнениях по существу дела, признали Иву достойным епископского сана, поскольку он анафематствовал Нестория и Евтихия.
В следующий раз Иву пытались осудить только в конце V века при императоре Анастасии — упомянутый выше Филоксен Иерапольский пытался на основе рассмотрения дела Ивы поставить под сомнение авторитет Халкидонского собора. Затем осуждения Ивы требовал Анастасий от созванного им Константинопольского собора 499 года. В 533 году на организованных Юстинианом совещаниях халкидонитов с северианами снова встал вопрос о том, что Халкидонский собор признал православными Иву и Феодорита. Севериане упрекали церковь в том, что их имена читаются среди православных епископов. Им были даны удовлетворительные объяснения, и на том вопрос был исчерпан. В данном случае важным оказалось то, что, помимо личных выпадов, письмо Ивы Марию содержало определение веры, ставшее основой примирения между Кириллом и восточными церквями, утверждая единство Бога в двух природах.

### Феодорит Кирский
Как и Ива Эдесский, Феодорит Кирский (ум. не раньше 460 года) подвергался гонениям ещё при жизни. Будучи другом Нестория, он защищал его на Эфесском соборе в 431 году. Защищая Нестория, которого он называл «достопочтеннейшим и святейшим епископом», Феодорит нападал на его главного противника Кирилла Александрийского. Когда начался спор из-за Феодора Мопсуестийского, Феодорит встал на его сторону и написал ответы на полемические сочинения Кирилла, а также положительно отозвался о нём в своей «Церковной истории». Также в сочинениях Феодорита содержались выражения, которые можно было истолковать в несторианском смысле.
Когда разногласия Феодорита с Кириллом стали известны Феодосию, тот издал указ о лишении его кафедры, однако Феодорит успел примириться, и указ не вступил в силу. В конце 447 или в начале 448 года император повелел Кирскому епископу не покидать своей епархии, ввиду его склонности вмешиваться в чужие дела и устраивать слишком много соборов. Вскоре был издан декрет, предписывающий уничтожение сочинений, «не согласных с православною верой, изложенной св. соборами св. отцов в Никее и Эфесе и блаженной памяти Кириллом, бывшим епископом великого города Александрии». Хотя имя Феодорита при этом не называлось, его сочинения можно было легко подвести под это определение. Когда созывался Второй Эфесский собор в 449 году, император повелел Феодориту присутствовать на нём только тогда, когда его позовут. На том же заседании собора, которое рассматривало дело Ивы Эдесского, были заслушаны жалобы на Феодорита, в результате Диодор постановил сместить и отлучить епископа Кирского. Это решение было подтверждено собравшимися епископами и затем утверждено императором, однако Феодосий вскоре скончался. Феодорит обратился к папе с требованием, чтобы его дело рассматривалось собором. При Маркиане Феодорит вышел на свободу с условием, что окончательное решение примет Хадкидонский собор.
Вызвав немалое удивление, он явился на организованный во многом благодаря его инициативе Халкидонский собор после смерти своего двоюродного брата и друга Нестория, хотя смерть Нестория до собора, как и смерть Ария в подобной ситуации, рассматривалась как воля Бога не допустить окончательного примирения Нестория с православной церковью несмотря на осуждение его противника Евтихия. После того, как по требованию многих участников Халкидонского собора Феодорит с неохотой анафематствовал Нестория и его взгляды, он получил назад свою кафедру. Вопрос о сочинениях Феодорита Кирского не рассматривался. Примерно в то же время на несторианский характер некоторых сочинений Феодорита указывал Марий Меркатор. Затем о Феодорите вновь вспоминали, как и в случае Феодора и Ивы, при Анастасии в 499 году и в начале царствования Юстиниана в 533 году.

### Исторический и догматический аспекты проблемы
Рассматривая причины разных точек зрения на проблему трёх глав у императора Юстиниана и его оппонентов, русский историк церкви В. В. Болотов отмечает разность подходов сторон конфликта. Одна точка зрения, разделяемая императором, состояла в том, что необходимо точно установить догматическую истину и осудить отклонение от неё. Другой подход, разделяемый большинством церковных иерархов, называемый Болотовым «историческим», предполагал прежде всего учёт богословских реалий IV века, существенно отличных от реалий VI века с его более развитым понятийным аппаратом и багажом внутрицерковной полемики. Западные епископы, прежде всего африканские, не ожидая ничего хорошего для православной церкви от инициативы императора, отказались поддержать осуждение Феодора, Феодорита и Иву.
С точки зрения богословов VI века уже исходный пункт учения Феодора был неверен, поскольку он не мог принять, например, положения, что единение ипостасей во Христе существенно, потому что такое единение он допускал лишь между единосущными природами. Чтобы не вводить ограничения божественного вездесущего естества, он пришёл к аналогии о единении «по благоволению», хотя отсюда возникала невозможность объяснить, почему в пророках Бог обитает как троичный, а во Христе, наоборот, единение существует между человечеством и одним из лиц Троицы. В VI веке такие взгляды считались несомненно несторианскими. Анализ других его высказываний позволял обнаружить у него учение о двух Сынах, а противоположность во мнениях с Кириллом Александрийским была дополнительным отягчающим обстоятельством. Признавая учение Феодора несторианским, неизбежно следовало признать его самого несторианином. В этой связи вставал вопрос, при каких обстоятельствах он умер — в общении с церковью или нет — и как к нему относились Отцы Церкви. Выяснение этих обстоятельств и сопоставление с подходящими аналогиями были не простой задачей и приводили к разным результатам.
Иначе стоял вопрос о Феодорите Кирском, о котором было известно, что он отрёкся от своих заблуждений и предал их анафеме на Халкидонском соборе. Осуждая его, необходимо было либо доказать притворный характер его отречения, либо подвергнуть сомнению авторитет этого вселенского собора. С другой стороны, поддержка Феодоритом Нестория, с точки зрения читателя VI века, была явным указанием на несторианство.
Особенно сложной задачей было оценить послание Ивы Эдесского Марию. Оно было прочитано на Халкидонском соборе и не встретило возражений. При этом в православии самого Ивы сомнений не было, так как он предал Нестория анафеме, в связи с чем вставал вопрос о возможной подделке послания. В послании равно осуждались взгляды Кирилла и Нестория как опасные крайности, однако приветствовалось соглашение, достигнутое в 433 году между Кириллом и Иоанном Антиохийским. С точки зрения Юстиниана, в данном случае определяющими обстоятельствами были осуждение автором письма Кирилла и наличие высказываний, несторианских с точки зрения богословов VI века.
То, что восточные богословы в споре заняли «догматическую» позицию, было, по мнению Болотова, связано с давлением Юстиниана, невозможностью получить достоверную информацию о фактической стороне вопроса и общей склонностью греков рассматривать все вопросы именно с такой точки зрения. «Исторический» подход западных епископов в большей степени определялся практическими соображениями, согласно которым ни при каких обстоятельствах нельзя ставить под сомнение авторитет Халкидонского собора.

### Возможность осуждения покойных
Поскольку к моменту событий все три осуждаемых деятеля были давно мертвы, неизбежно возник вопрос о том, допустимо ли осуждение умерших, особенно осуждаемого лично Феодорита Кирского. Западные участники конфликта, без приведения достаточных аргументов, считали, что такое осуждение невозможно. Стремясь подвести под эту позицию богословское обоснование, Факунд Гермианский обвинил восточных в ереси, назвав их «мертвогонителями» (др.-греч. νεκροδιώκται), не принимающими 7-й член Символа веры («И па́ки гряду́щаго со сла́вою суди́ти живы́м и ме́ртвым, Его́же Ца́рствию не бу́дет конца́»).
В практическом отношении требовалось решить, следует или нет удалять имя Феодорита в церковных диптихах. Поскольку, исходя из учения православной церкви, умершие в некотором отношении живы, а в ряде литургий содержатся молитвы, в которых, начиная с древних патриархов, перечисляются, явно или неявно, все умершие христиане, следовательно, быть признанным за почившего православно означало иметь высокое право быть поминаемым вместе со святыми. Таким образом, проблема выходила за рамки общечеловеческого морального аспекта и приобретала религиозное звучание.

## Связь с другими спорами VI века
В VI веке в палестинских монастырях возрос интерес к сочинениям Оригена, в результате чего возникло движение, связанное не с научным изучением его сочинений, но с доведением до крайностей его учения. В отличие от IV века, когда оригенизм был использован сторонами арианского спора, в VI веке внимание привлекла эсхатологическая сторона учения александрийского богослова III века.
Ориген проповедовал апокатастасис др.-греч. ἀποκατάστασις τῶν ἁπάντων («восстановление всего»). Его эсхатология сводилась к учению о воссоздании всего существующего. Бога он мыслил как абсолютную благость, а потому и первоначально созданное им он мыслил как абсолютно благое, так как только таковое может быть проявлением абсолютно благой воли. Все создания были первоначально равно хороши и равно свободны. Мир был миром чистых свободных духов (др.-греч. πνεύματα). Однако эти духи претерпевали изменения по мере того, как они пользовались своей свободой. Одни стали ближе к Богу и потому совершеннее, другие отдалились, стали др.-греч. ψυχαί, и им потребовались тела. Таким образом, всё существующее нужно нравственно очистить, чтобы люди и демоны снова обратились в абсолютно чистых духов. Исохристы понимали это по-своему и говорили, что всё существующее должно быть равно Христу, что и может случиться через восстановление всего в первобытное состояние. Эта доктрина была осуждена папой Львом I (440—461).
По этому вопросу в среде палестинского монашества возник раскол, усугублённый спором из-за монастырей. Оригенисты около 507 года покинули монастырь Святого Саввы и основали Новую Лавру. Свой уход они объясняли недостатком образованности настоятеля монастыря Саввы. К 514 году Нова Лавра стала оплотом оригенистов в Палестине, откуда это учение распространялось в среде образованных монахов. В 530 году Савва прибыл в Константинополь и обратился к императору с просьбой выслать оригенистов, однако вскоре умер, и император не сделал ничего в этом направлении. Оригенизм продолжал распространяться в Палестине благодаря двум учёным монахам, Феодору Аскиде и Домитиану. В 536 году они приняли участие в соборе, созванном Юстинианом в Константинополе для окончательного осуждения монофизитов и Севира Антиохийского. Примерно год спустя они оба стали епископами — первый в Кесарии Каппадокийской, второй в Анкире. Они часто бывали при дворе, и благодаря их поддержке оригенисты укрепили свои позиции в палестинских монастырях, изгоняя из них «савваитов». Антиохийский патриарх Ефрем решительно осудил оригенизм, тогда как его иерусалимский коллега Пётр, вынужденный внешне поддерживать оригенистов, но втайне их осуждая, открыто поддержать его не мог. После того как на соборе в 542 году Ефрем проклял сторонников Оригена, те стали требовать от Петра, чтобы из церковных диптихов было вычеркнуто имя антиохийского патриарха. Поскольку возникла опасность разрыва отношений между двумя восточными патриархиями, потребовалось вмешательство императора.
Примерно в это время, примерно в 542 или 543 году, возвращаясь из Газы, где на прошедшем соборе был смещён александрийский патриарх Павел Тавеннисиот, папский апокрисиарий Пелагий остановился на некоторое время в Иерусалиме. Местные монахи показали ему сочинения Оригена, рассказали о проблеме и просили ходатайствовать перед императором об осуждении этого учения. Пелагий согласился и вместе с патриархом Константинопольским Миной передал Юстиниану их просьбу, на которую тот откликнулся эдиктом, в котором анафематствовал догмат о пресуществовании душ. Исследователи датируют этот указ как периодом после Газского собора, так и до него.
Эдикт был разослан пяти патриархам с указанием созвать поместные соборы, осудить оригенизм и утвердить анафематизмы. Так и было сделано, эдикт был подписан и утверждён всеми патриархиями, а также епископами, собравшимися на собор в Константинополе. Эдикт был подписан и Феодором Аскидой, и Домитианом Анкирским. Оригенисты, не подписавшие эдикт, были изгнаны из Новой Лавры. Утверждённый соборами, эдикт нанёс значительный урон оригенизму, после чего связанная с ним полемика начала затухать.
Связь оригенистских споров VI века со спором о «трёх главах» состояла в том, что противники оригенистов осуждали Оригена, ссылаясь на авторитет Феодора Мопсуестийского, сочинения которого были неисчерпаемым источником аргументов против его учения. Кирилл Скифопольский, историк церкви VI века, отмечал, что св. Савва был против таких крайностей, выступая в равной степени против Оригена и Феодора. Точка зрения, связывающая оригенистский спор с вопросом о трёх главах, неоднократно встречающаяся в источниках и предполагающая подверженность Юстиниана влиянию придворных богословов-интриганов, в настоящее время считается довольно наивной.

## Ход событий

### Эдикт «против трёх глав»

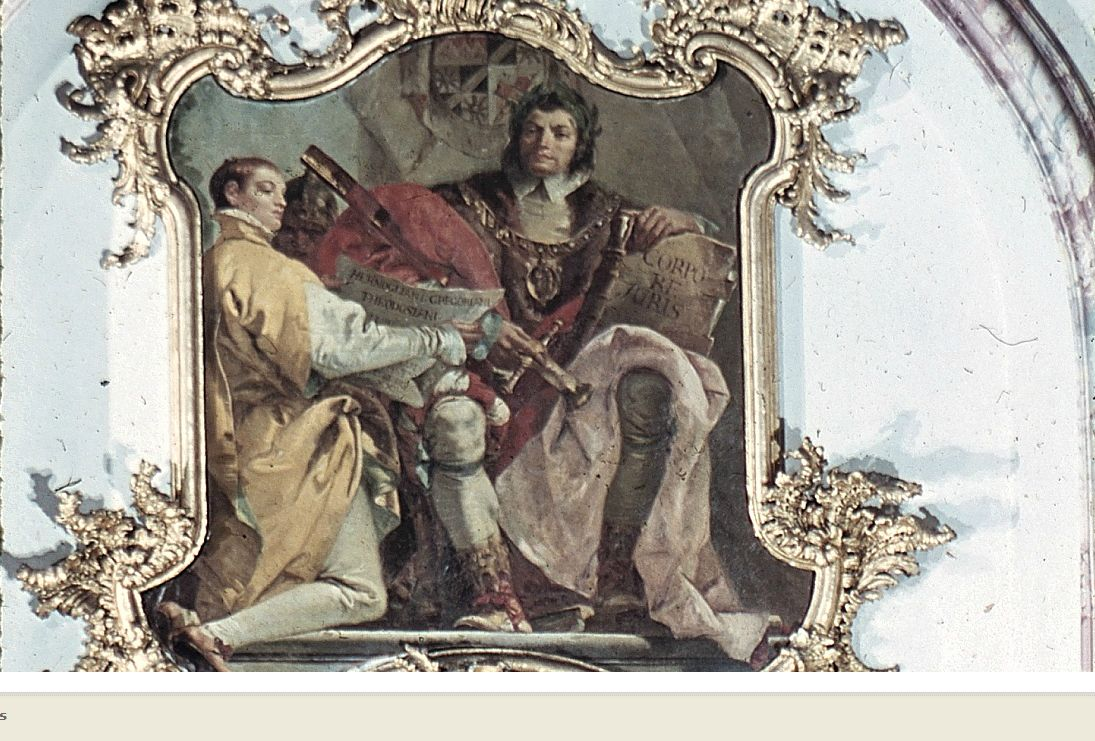
Император Юстиниан в роли законодателя. Фреска Дж. Д. Тьеполо, Вюрцбургская резиденция

По мнению Факунда и Либерата Карфагенского, идею издать эдикт против трёх глав Юстиниану подал Феодор Аскида, желая отвлечь внимание императора от осуждения Оригена и оригенистов. Зная, что император в это время занимался сочинением в защиту Халкидонского собора, Аскида обратил его внимание на то, что монофизитские акефалы недовольны этим собором за то, что он принял похвалы Феодору Мопсуестийскому и несторианское письмо Ивы Эдесского. Предполагалось, что если анафематствовать Феодора, то собор, как «очищенный», будет приемлем для монофизитов. Поскольку и императрица поддержала Аскиду, Юстиниан последовал этому совету и между 543 и 546 годами издал довольно обширный эдикт против трёх глав. Многими исследователями авторство эдикта приписывалось непосредственно Аскиде. Немецкий теолог И. Г. Валч указывал на письмо Аскиды папе Вигилию, в котором тот отрицал свою причастность к данному делу, как на аргумент против его авторства. От текста эдикта сохранилось три фрагмента у Факунда. Точка зрения, что данный эдикт находился в русле проводимой императором религиозной политики в отношении монофизитов, также существует.
После изложения символа веры в эдикте следуют обвинения Феодора в том, что он, как учитель Нестория, высказывал те же мысли, за которые последний был осуждён. Как несторианин, Феодор признавал Христа только человеком, не хотел признать Деву Марию Богородицей и разделял личность Христа на две. Также Феодор признавался виновным в савеллианстве, так как признавал только одно лицо в Троице, и манихействе, поскольку отрицал все пророчества о Христе. В связи с тяжестью обвинений признавалось правильным осудить его сочинения и личность, а то, что это не было сделано при его жизни, это от «невнимательности и отсутствия понимания», а после смерти его анафематствовали как отцы Церкви, так и вселенские соборы. В заключение император утверждает, что «если кто не анафематствует Феодора Мопсуестийского, его догматы и тех, кто или мудрствовал, или мудрствует подобно ему, анафема».
Основной задачей эдикта в части, посвящённой Иве Эдесскому, было обоснование того, что его письмо к персу Ма́рию не было принято и одобрено Халкидонским собором и что оно должно быть осуждено. При этом необходимо было доказать возможность такого осуждения, не нанося оскорбления ни самому собору, ни подтвердившему его решения папе Льву. Само же письмо необходимо осудить за то, что в нём содержатся похвала Феодору Мопсуестийскому и оскорбления Кириллу Александрийскому. К числу непростительных недостатков этого послания относилось и оправдание Нестория, которого «без суда и следствия низложили с епископства». Личность Ивы Эдесского эдиктом не осуждалась.
Феодорит Кирский в эдикте Юстиниана не осуждался лично. Было упомянуто прежнее обвинение в несторианстве, за что он якобы не был приглашён на Халкидонский собор и явился туда уже после осуждения Диоскора и формулировки символа веры. Также анафематствовались его сочинения против Кирилла Александрийского и, вероятно, против Эфесского собора и в защиту Нестория.
Смысл термина «главы» (др.-греч. κεφάλαια) уже вскоре после издания эдикта начал вызывать путаницу. Под этим словом исходно понимались анафемы всем защитникам Феодора Мопсуестийского, послание Ивы к Марию и сочинения Феодорита, точнее — три параграфа эдикта, посвящённые данным вопросам. Те, кто их принимал, были сторонниками Юстиниана. С другой стороны, уже сочинение Факунда Гермианского в их защиту называлось «Pro defensioine trium capitum» («В защиту трёх глав»). Во время Пятого Вселенского собора Эстиниан говорил об лат. impia tria capitum («нечестивых трёх главах»).

### Первая реакция на эдикт
Первым, кого император потребовал подписать эдикт, был патриарх Мина. Не желая делать это без санкции апостолического престола и опасаясь подвергнуть опасности решения Халкидонского собора, он колебался. В конце концов он поставил свою подпись, получив гарантию, что сможет её отозвать, если папа откажется присоединиться. Ефрем Антиохийский подписал под угрозой смещения. Пётр Иерусалимский, заявивший вначале, что каждый, кто подпишет новый эдикт, посягнёт на Халкидонский собор, тоже был вынужден подчиниться. Зоил Александрийский признавался впоследствии папе Вигилию, что подпись была у него вырвана силой. Факунд и Либерат сообщают о принуждении епископов к подписанию эдикта, о том, что патриарх Мина принуждал к этому подчинённых ему епископов.
На Западе эдикт встретил сильную оппозицию. Римский апокрисиарий Стефан упрекал патриарха Мину за подпись и прервал с ним общение. Епископы Иллирии и Далмации не захотели подписаться. Африканские епископы тоже были против, из них епископы Понтиан и Фульгенций Ферранд писали оппозиционные письма, а гермианский епископ Факунд начал свою «защиту трёх глав» и прервал общение с константинопольским патриархом. В своём письме Фульгенций доказывал, что осуждение трёх глав это вредная затея, выгодная в конце концов акефалам, поскольку даёт им возможность допустить возможность пересмотра решений Халкидонского собора, раз собор анафематствовал Нестория и одобрил его учение. Авторитет вселенских соборов, занимающий первое место после канонических книг Священного Писания, должен был оставаться незыблемым. Ведь если подвергнуть сомнению авторитет Халкидонского, не встанет ли вслед за этим вопрос о Никейском соборе? Не могло так оказаться, что отцы Халкидонского собора в одних вопросах были правы, а в других ошибались. Наконец, Фульгенций осуждает саму форму осуждения трёх глав посредством сбора подписей под императорским эдиктом. Соглашаясь с Фульгенцием, Факунд задаётся вопросом, зачем из-за умерших устраивать смуту в церкви. Кто был обвинён и умер в мире с церковью, того не может осудить суд человеческий. Тех, кто был обвинён, но умер до дня церковно суда, надо рассматривать как скончавшихся в лоне церкви.

### Папа Вигилий в Константинополе
Поскольку папа Вигилий также не соглашался подписать эдикт, император вызвал его в Константинополь. Liber Pontificalis сообщает, что императрица Феодора отправила в Рим чиновника Анфимия, которому было дано приказание силой привезти папу в столицу. Папа был похищен из церкви Святой Сесилии. Его похитителей забрасывали камнями, а народ просил понтифика не подписывать эдикт. По пути в столицу папа около года оставался на Сицилии, где его встретил направлявшийся в противоположную сторону епископ Датий Миланский. Датий безуспешно пытался отговорить Вигилия от поездки в столицу. 25 января 547 года папа торжественно вступил в столицу. К неудовольствию Юстиниана, папа сразу примкнул к оппозиции и отлучил Мину и всех подписавших эдикт. В ответ Мина исключил папу из церковных диптихов. Под давлением Юстиниана и Феодоры примирение папы и патриарха произошло 29 июня, после чего от папы было получено два письма, императору и императрице, в которых он заявлял, что не противится эдикту, но считает нужным подготовить более благоприятные условия для его проведения. Под председательством папы были проведены заседания епископов, которые Вигилий, связанный секретными обещаниями, направлял в нужную императору сторону.

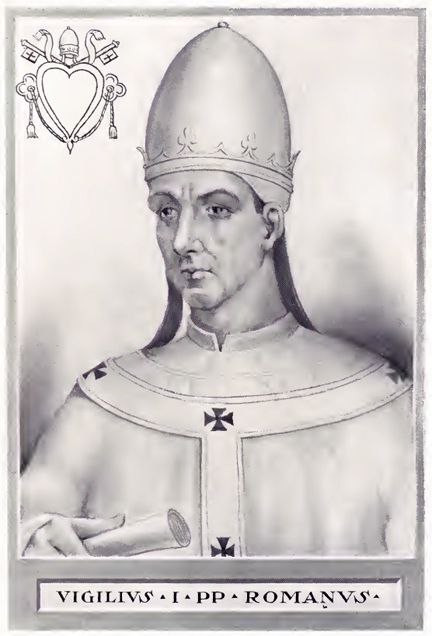
По мнению протестантского теолога А. Гарнака, папа Вигилий в конфликте вокруг «трёх глав» проявил себя как слабейший из пап, постоянно меняющий своё мнение в угоду политической конъюнктуре. Гравюра XIX века

На третьем заседании епископ Факунд предложил произвести расследование, действительно ли на Халкидонском соборе было принято послание Ивы, которое эдикт осуждает как несторианское. Папа дал ему срок на подготовку письменного ответа 7 дней и на этот срок прекратил обсуждения, попросив всех присутствующих епископов представить свои мнения письменно, после чего оказалось, что заявления епископов переданы императору. В таких обстоятельствах Факунд издал свои «12 книг в защиту трёх глав», основная мысль которых в том, что если у Феодора Мопсуестийского и есть какие-то неточности, то они имеют исторический характер и обусловлены обстоятельствами времени; при желании высказывания несторианского характера можно найти и у Блаженного Августина. Также он утверждает, что императорскому указу не следует повиноваться в делах веры, потому что император не может быть учителем епископов.
Резюмируя обсуждения, 11 апреля 548 года Вигилий представил императору документ, известный как «judicatum» («судебное решение»), сохранившийся только в отрывках. Из них видно, что папа соглашается выполнить требования эдикта, сопроводив своё согласие оговорками, что не будет затронут авторитет Халкидонского собора, на что он, как преемник Льва Великого, пойти не может. В результате получился длинный и, по оценке В. В. Болотова, бессодержательный документ. Вигилий показал получившийся документ учёным диаконам Рустику и Севастиану, которые от прочитанного пришли в восторг. Хотя Вигилий не хотел широко распространять judicatum, Рустик снял с него копии и, расхваливая, отослал на Запад. Однако вслед за этим он узнал мнение африканского епископа Феликса, который объяснил ему дело с африканской точки зрения, что папа Вигилий нанёс урон Халкидонскому собору. В результате диаконы поменяли своё мнение на противоположное и начали слать на Запад письма с агитацией против папы.
Со смертью 28 июня 548 года императрицы Феодоры страсти не утихли. Факунд и Датий Миланский повсюду утверждали, что папа провозглашает неправду. Иллирийские епископы в 549 году отправили к императору соборное послание в защиту трёх глав и отлучили сторонника папского мнения, епископа Юстинианы Примы Бенената.
Учитывая, что для африканских епископов особое значение имел Феодор Мопсуестийский, Юстиниан занялся подготовкой его осуждения. С этой целью 17 июня 550 года в Мопсуестии состоялся собор с целью выяснить, как относится к Феодору сама мопсуестийская церковь. Были опрошены старожилы, некоторым из которых было 80 лет, изучены архивы. Достоверных результатов получить не удалось, так как самые ранние воспоминания очевидцев относились к 480 году, когда в разгаре был конфликт с монофизитами по поводу Энотикона, а церковные диптихи были, вероятно, тогда же фальсифицированы.
В том же году собравшиеся под предводительством Репарата Карфагенского епископы объявили, что за свой judicatum Вигилий лишается церковного общения. Папа начал умолять императора вернуть ему judicatum, иначе его влияние совсем исчезнет. Его просьба была выполнена, но 15 августа 550 года с него была взята в присутствии Мины Константинопольского, Датия Миланского и многих других письменная клятва содействовать осуждению трёх глав на соборе. Для того чтобы сломить оппозицию в Африке, Юстиниан вызвал в Константинополь депутацию епископов во главе с Репаратом. Приглашённые также епископы из Иллирии отказались явиться. Африканцы продолжали отстаивать позицию, что неправильно осуждать умерших, на что Юстиниан ответил обвинением Репарата в смерти своего родственника Ареобинда. В результате Репарат был сослан, а на его место был назначен апокрисиарий Примасий, согласившийся осудить главы. Практически все африканские епископы в конце концов поддались давлению императора и папы.
В 551 году, по совету Феодора Аскиды, Юстиниан написал своё исповедание веры с 13 анафематизмами. Этот документ император стал рассылать церквям, где те, кто соглашался с ним, развешивали его по стенам. Папа, протестуя против этого, устроил новое совещание, на котором обратился к епископам, чтобы они упросили Юстиниана взять назад своё исповедание и подождать, пока выскажутся латинские епископы. Если он не захочет это сделать, то они не должны с ним соглашаться под страхом лишения общения с кафедрой святого Петра. Его поддержал Датий, но конференция закончилась безрезультатно, епископы отправились в церковь, на стенах которой было вывешено исповедание Юстиниана, совершили там литургию, вычеркнув из диптихов протестовавшего против осуждения трёх глав Зоила Александрийского. Возмущённый Вигилий в июле 551 года объявил Аскиде, что лишает его церковного общения, чем разгневал Юстиниана.
14 августа 551 года Вигилий и Датий бежали в базилику Святого Петра, расположенную внутри дворца Гормизды. Оттуда папа написал документ, в котором заявил, что низлагает Феодора Аскиду, а Мину Константинопольского отлучает от церковного общения. Документ был секретно передан императору. Как только стало известно, что Вигилий удалился в храм, за ним был послан комит Диаспондарист, который отдал приказ вытаскивать из храма клириков и папу. Народный ропот заставил комита удалиться, после чего к папе прибыла депутация во главе с полководцем Велисарием, который передал Вигилию клятвенное заверение от императора в безопасности и приглашение вернуться в свой дворец. Вигилий не согласился, заявив что клятвенное заверение ему должен дать лично император, которого он только и опасается. Вскоре к нему пришла вторая делегация, которая передала папе, что Юстиниан клятв давать не намерен, и если Вигилий не согласится, то ему будет только хуже. В результате Вигилий уступил, принял клятву от посланцев и вернулся во дворец.
Во дворце он обнаружил, что против него плетутся интриги и в Италии распространяются о нём ложные слухи. За два дня до Рождества 551 года Вигилий вновь скрылся в храме по другою сторону Босфора, откуда в январе 552 года опубликовал осуждение Аскиды и Мины. 28 и 31 января к нему были посланы депутации для переговоров, от которых папа отказался. 5 февраля 552 года Вигилий опубликовал послание, в котором рассказал всем, что с ним происходило. Окончательно отношения между папой и императором были восстановлены после того, как 26 июня 552 года понтифик был принят при дворе. Из этого конфликта папа вышел победителем, а провокационный эдикт был, судя по всему, отменён.

## Второй Константинопольский собор

### Собор и Вигилий

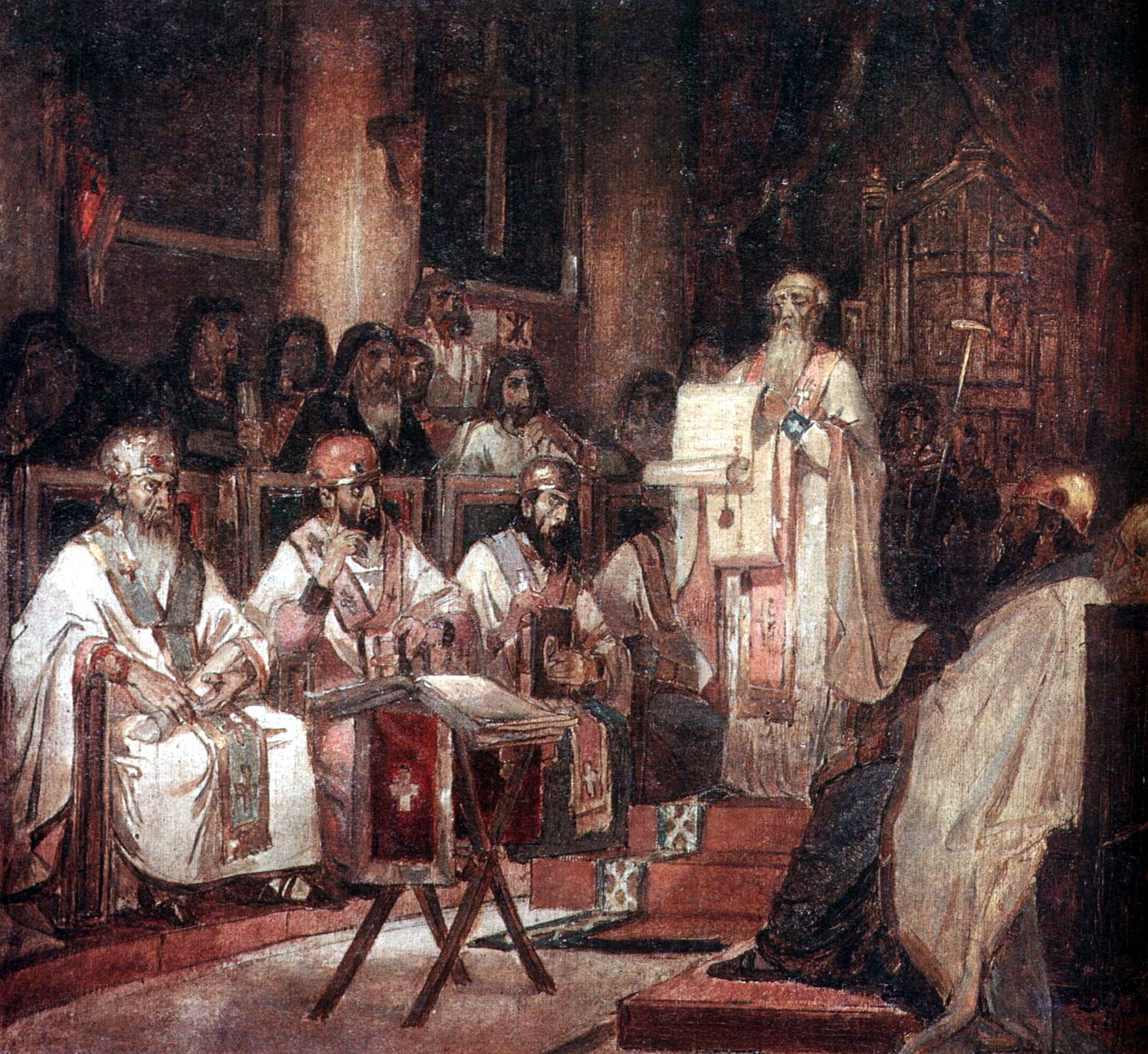
В. И. Суриков. «Второй вселенский Константинопольский собор». Эскиз к росписи храма Христа Спасителя (1876)

Раскол, вызванный отлучением Мины Константинопольского, был преодолён, только когда патриарх Мина, Феодор Аскида с большим числом восточных епископов передали папе своё исповедание веры, в котором они объявили о своей приверженности решениям четырёх вселенских соборов, отказались от всего написанного ранее по поводу трёх глав и, наконец, просили Вигилия простить их за всё произошедшее с ним, хотя бы они в этом и не были виноваты. После достигнутого таким образом примирения необходимо было решить, каким образом должна была быть решена проблема с тремя главами. В своём письме к папе новый патриарх Константинопольский Евтихий (552—565, 577—582) предложил созвать собор под председательством папы, с чем последний согласился. Однако им было поставлено условие, что он не только будет председательствовать, но и от Римской церкви число участников будет равно числу участников от всех остальных церквей. Однако это противоречило восточному представлению о равенстве пяти патриархий, согласно которому представительство Рима должно быть равно не половине, а пятой части участников. Юстиниан также склонялся к тому, чтобы равенство представительства понималось именно в этом традиционном смысле. В результате Вигилий отказался участвовать в соборе.
Попытки переубедить папу предпринимались неоднократно. Согласно источникам, восходящим к восточным, отказ папы был следствием отсутствия равного представительства, на что ему отвечали в том смысле, что неверно разделять единую церковь на «Восточную» и «Западную». Также внимание папы обращали на то, что его взгляды разделяет большое количество восточных епископов. Всё это не смогло переубедить Вигилия, который сообщил о своём желании изложить свои взгляды письменно в двадцатидневный срок, что и было сделано в трактате, известном как Constitutium I. В нём он проанализировал учение Феодора Мопсуестийского и счёл его неправославным, однако не подлежащим осуждению, поскольку это бы подорвало авторитет Халкидонского собора. Случай Ивы Эдесского, по мнению Вигилия. был следствием недопонимания Ивой «Двенадцати глав» Кирилла Александрийского. Это разногласие было также преодолено в прошлом, а сам Ива реабилитирован на Халкидонском соборе. Constitutium был проигнорирован собором и императором.
Отсутствие папы создавало проблему авторитета и кафоличности собора. С точки зрения его участников, проблема решалась тем, что они неоднократно просили папу присоединиться к ним, и, соответственного, решения собора были законны и без него. В своём втором послании к собору Юстиниан просил епископов отлучить папу за его отказ осудить три главы, несмотря на данное ранее обещание сделать это. По мнению императора, это осуждение не стало бы отражением отношения к церкви Рима и не сказалось бы на единстве церкви. Собор согласился с этим предложением и, не осудив Вигилия по имени, исключил его из диптихов. Также 14 анафематизм собора осуждали тех, кто защищает письмо Ивы Эдесского.
После завершения собора позиция Вигилия вновь изменилась: им было написано письмо Евтихию, в котором он заявил, что Христос помог ему понять свою ошибку и что он теперь готов подписать осуждение глав. Свою новую позицию папа изложил в датированном 24 февраля 554 года Constitutium II. Непоследовательность Вигилия привела к обострению ситуации на Западе. Несмотря на усилия преемника Вигилия, Пелагия I (556—561), епископы Аквилеи и Милана разорвали общение с Римом. Окончательно раскол в Италии завершился только при Григории Великом (590—604).

### Постановления собора
Собор начал свою работу 5 мая 553 года. В заседаниях, проходивших в соборе Святой Софии, приняли участие 152 епископа, из которых только 16 представляли римскую патриархию. Вероятно, в отсутствие Вигилия председательствовал Евтихий Константинопольский. Вначале собравшимся было зачитано письмо Юстиниана, в котором император указал на то, что осуждённое ранее несторианство всё ещё активно, а их учение распространяется в трудах трёх глав. Чтобы остановить этот процесс, Юстиниан обращается с просьбой к епископам тщательно исследовать дело и осудить главы. Это письмо легло в основу соборного символа веры, принятого на третьем заседании.
Начиная с четвёртого заседания, состоявшегося 13 мая, собор приступил к рассмотрению основной повестки. Первым разбиралось дело Феодора Мопсуестийского. Разбирательство проводилось на основе состоящего из 71 отрывка его трудов флорилегия, составителем которого, возможно, был сам патриарх Евтихий. Эта подборка, вызвавшая неодобрение у сторонников Феодора своей тенденциозностью, отражала радикальную диофизитскую христологию, описывающую «мнимого Бога» и «мнимого человека», являющегося «храмом» и «местом обитания». В представленном виде учение Феодора было несомненно несторианским и подлежало осуждению. Затем был подробно рассмотрен приписываемый Феодору символ веры, вызвавший возмущение отцов собора, провозгласивших свою приверженность единственно Никейскому символу. Наконец, на пятом заседании были рассмотрены вопросы исторического и дисциплинарного характера: как относились к учению Феодора Отцы Церкви, можно ли анафематствовать тех, кто скончался в мире с церковью, и, в особенности, епископов, считающихся православными и находящихся в церковном общении. На основании анализа трудов церковных авторов, а также законов императоров Феодосия II и Валентиниана III было показано, что Феодор действительно был еретиком. На ряде исторических примеров была показана допустимость осуждения усопших. Изучение архивов Мопсуестийской церкви привело собор к заключению, что имя Феодора было вычеркнуто из церковных диптихов, что означало, что он не состоял в общении. В результате собор провозгласил анафему на Феодора, однако окончательное решение отложил на более позднее время.
Пятая сессия была также посвящена разбору взглядов Феодорита Кирского. Внимание было обращено на отрицание им ипостасного соединения, были зачитаны его полемическая переписка с Кириллом Александрийским и письма в поддержку Нестория. В конце концов было выражено одобрение решениям Халкидонского собора, касающимся Феодорита.
Обсуждение письма Ивы Эдесского началось на шестом заседании с чтения письма Прокла Константинопольского, в котором описывалось возмущение в пастве, произведённое несторианскими идеями Ивы. Затем Феодор Аскида с тремя епископами произвели анализ обсуждения дела Ивы на Халкидонском соборе, доказывая, что, хотя у него и были на нём сторонники, они были в меньшинстве. То, что собственно письмо было против Кирилла Александрийского, было показано путём цитирования обширного перечня документов, включая Томос папы Льва. Затем было проанализировано содержание письма и признано противоречащим халкидонскому вероопределению. В результате письмо было признано еретическим, а защиту его объявили отрицанием Халкидонского собора.
На завершающем, восьмом заседании, собор огласил свои решения, подготовленные, вероятно, Евтихием и Аскидой. В 14 анафематизмах, местами почти дословно цитирующих анафематизмы Юстиниана, осуждены три главы.

## Последствия

### Реакция на Западе

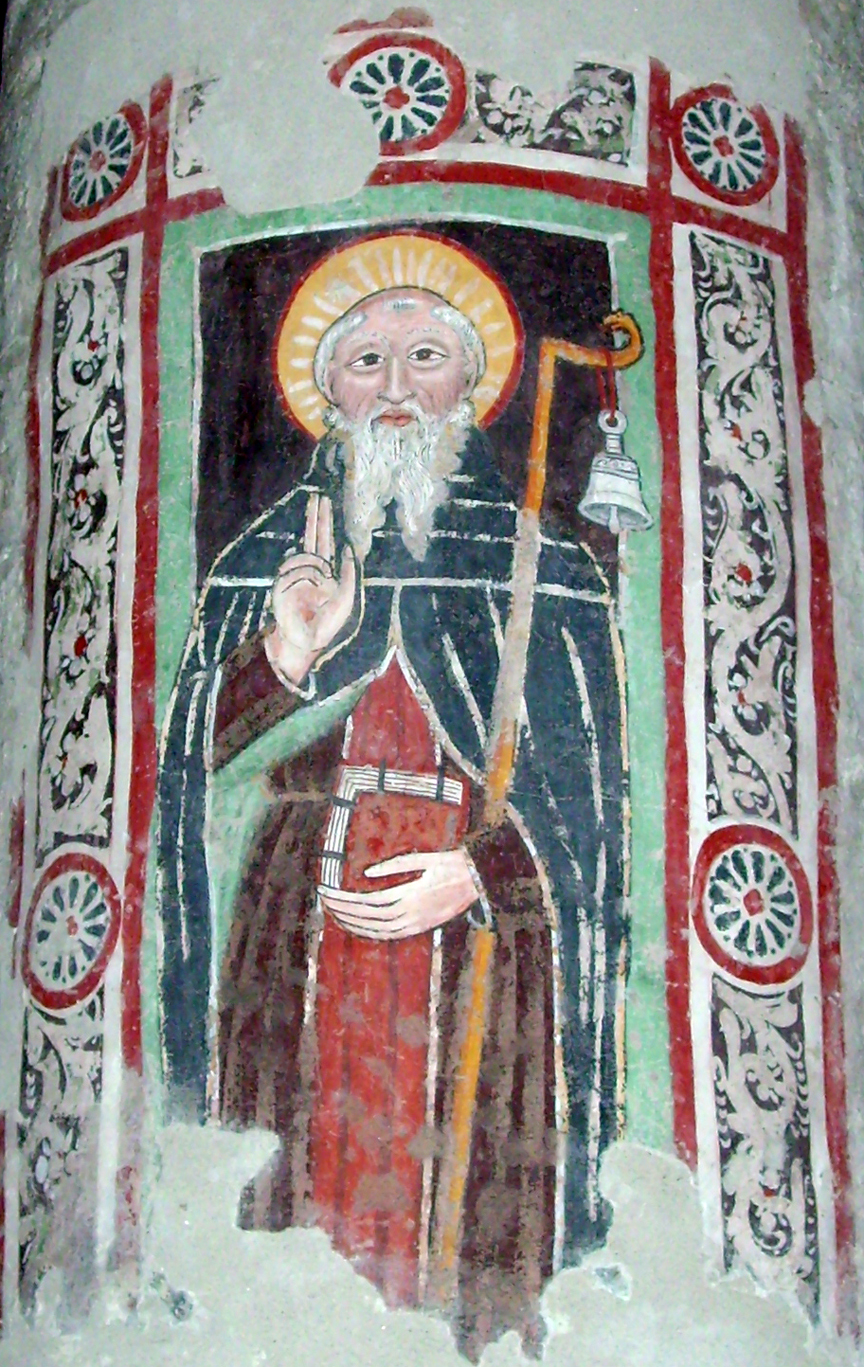
Ирландец Колумбан, посланный в начале VII века папой Бонифацием IV (608—615) к ломбардскому двору, судя по всему, путал несториан с монофизитами.

Радикальное изменение взглядов Вигилия не было решительно осуждено на Западе. Диакон Пелагий написал в защиту глав трактат, а по возвращении в Рим он издал символ веры, в котором признавал Феодорита Кирского и Иву Эдесского православными. Однако формально это не противоречило решениям собора, и, хотя Пелагий явно это начинание Юстиниана не поддержал, его деятельность по подавлению оппозиции собору в Италии была вознаграждена поддержкой императора при выборе нового папы в 556 году. Африканская церковь была обезглавлена — многие епископы были изгнаны или помещены в тюрьму, Факунд Гермианский скрывался, диакон Либерат оставил писательскую деятельность. Оппозиция, хотя и существовала — свой последний трактат в защиту глав Факунд написал в 568 году, постепенно маргинализировалась. Непродолжительное время оппозиция существовала в Иллирии, однако уже в конце 550-х годов папа Пелагий заявлял, что весь этот регион поддерживает Константинопольский собор. В Далмации изгнание епископа Фронтина Салонского привело к расколу, продолжавшемуся до конца столетия.
В отличие от Центральной и Южной частей Италии, находящихся под непосредственным папским контролем, в Северной раскол был существенно более серьёзным. В 572 году от этого раскола отошёл епископ Милана, в 607 году проримский епископ был избран в Градо, однако окончательно воссоединение церкви на территории, контролируемой лангобардами, произошло не раньше 695 года. Однако этот конфликт поддерживался скорее местным партикуляризмом, чем приверженностью к каким-то религиозным взглядам.

### Реакция на Востоке
После Константинопольского собора церковные провинции Востока должны были подписать решения собора. В халкидонских церквях это было достигнуто без особых затруднений. Однако надежды на то, что в результате будет достигнуто примирение с миафизитами, не оправдались. Единственный интеллектуал-нехалкидонит, кого заинтересовали решения состоявшегося в 553 году собора, философ Иоанн Филопон из канонов Константинопольского собора сделал вывод не о том, что халкидониты теперь стали православными, а о том, что они анафематствуют сами себя. Леонтий Схоластик, обобщая результаты церковной политики Юстиниана в отношении «колеблющихся», также признал, что примирения не произошло.
Реакция Церкви Востока на объявление еретиками её главных учителей была предсказуемо отрицательной. Состоявшийся в 554 году собор под председательством патриарха Иосифа (552—567) ещё не рассматривал этот вопрос. Вместо этого отцы собора рассматривали вопросы, относящиеся к внутренним конфликтам, а исповедание веры выражалось в терминах Мар Абы I (540—552) — «мы защищаем православное исповедание двух природ во Христе, божественной и человеческой; мы защищаем свойства этих природ, и мы полностью отвергаем их смешение или изменение. Мы сохраняем также число трёх лиц в Троице, и, в их неизреченном единстве, мы исповедуем единого истинного Сына единого Бога, истинного Отца. Каждому, кто говорит или мыслит о двух Христах или двух Сыновьях и, по какой-то причине или каким-то образом, вводит четвёртого, тому анафема». Достаточно удивительно, что в примерно в тех же выражениях прошёл синод при Езекиеле в 576 году, выразивший традиционные анафемы еретикам Арию, Евномию и Аполлинарию. Напротив, собор 585 года при патриархе Ишоябе I (582—595), а также при его приемниках Сабришо I (596—604) и Григории (605—609) явно высказывается против участников Пятого вселенского собора как о «еретиках, которые в своей нелепости дерзают приписывать природе и ипостаси божественного и сущности Слова свойства и страдания природы человеческой Христа».

### Первичные источники
- The Acts of the Council of Constantinople of 553 with related texts on the Three Chapters Controversy / R. Price. — Liverpool University Press, 2009a. — Vol. 51 (1). — (Translated Texts for Historians). — ISBN 978-1-84631-178-9.
- The Acts of the Council of Constantinople of 553 with related texts on the Three Chapters Controversy / R. Price. — Liverpool University Press, 2009b. — Vol. 51 (2). — (Translated Texts for Historians). — ISBN 978-1-84631-178-9.
- On the Person of Christ: The Christology of Emperor Justinian / K. P. Wesche. — New York: St Vladimir's Seminary Press, 1991. — 203 p. — ISBN 0-88141-089-6.
- Феодорит, еп. Кирский. Церковная история. — М.: Российская политическая энциклопедия; Православное товарищество «Колокол», 1993.
- Феофан Исповедник. Летопись византийца Феофана от Диоклетиана до царей Михаила и сына его Феофилакта. — М., 1884.

### Исследования
на английском языке
- Amory P. People and Identity in Ostrogotic Italy, 489-554. — Cambridge University Press, 1997. — 525 p. — (Cambridge Studies in Medieval Life and Thought). — ISBN 0 521 57151 0.
- Anastos M. V. The Immutability of Christ and Justinian's Condemnation of Theodore of Mopsuestia // Dumbarton Oaks Papers. — Dumbarton Oaks, 1951. — Vol. 6. — P. 123—160. — JSTOR 1291085.
- Christ in Christian Tradition. — Oxford University Press, 1995. — Vol. 2. Part 2: The Church of Constantinople in the Sixth Century. — 565 p. — ISBN 0-264-67261-5.
- Christ in Christian Tradition. — Oxford University Press, 2013. — Vol. 2. Part 3: The Churches of Jerusalem and Antioch. — 670 p. — ISBN 978-0-19-921288-0.
- Gray P.T.R., Herren, M. W. Columbanus and the three chapters controversy — a new approach // Journal of Theological Studies. — 1994. — Vol. 45. — Вып. 1. — P. 160—170.
- Harnack A. History of Dogma. — Boston, 1898. — Vol. IV. — 353 p.
- McGuckin J. A. The Westminster Handbook to Origen. — Westminster John Knox Press[англ.], 2004. — 228 p. — ISBN 0-664-22472-5.
- Menze V.-L. Justinian and the making of the Syrian Orthodox Church. — Oxford University Press, 2008. — 316 p. — ISBN 978-0-19-953487-6.
- Pavouris R. The condemnation of the Christology of the three chapters in its historical and doctrinal context: the assessment and judgement of Emperor Justinian and the Fifth Ecumenical Council (553). — PhD thesis. — University of Glasgow, 2001. — 276 p.
- Price R. M. The Three Chapters Controversy and the Council of Chalcedon // The Crisis of the Oikoumene: The Three Chapters and the Failed Quest for Unity in the Sixth-Century Mediterranean / C. Chazelle, C. Cubitt (eds). — Brepols Publishers n.v., 2007. — P. 17—38. — 304 p. — ISBN 978-2-503-51520-5.
- Quasten J. Patrology. — Westminster, Maryland: Christian classics, Inc, 1986. — Vol. III. — 605 p. — ISBN 0-87061-086-4.

на немецком языке
- Diekamp F. Die Origenistischen streitigkeiten im sechsten Jahrhundert und das fünfte allegemeine Concil. — Münster, 1899. — 141 S.
- Rammelt C. Ibas von Edessa. — Walter de Gruyter, 2008. — Bd. 106. — 344 S. — (Arbeiten zur Kirchengeschichte). — ISBN 978-3-11-020218-2.

на русском языке
- Болотов В. В. Лекции по истории древней церкви. — Петроград, 1918. — Т. IV. — 599 с.
- Болотов В. В. История Церкви в период Вселенских Соборов. — М.: Поколение, 2007. — 720 с. — ISBN 978-5-9763-0032-3.
- Бриллиантов А. И. Лекции по истории древней церкви. — СПб.: Издательство Олега Абышко, 2007. — 480 с. — ISBN 978-5-9900890-3-7.
- Геростергиос А. Юстиниан Великий — император и святой. — М.: Изд-во Сретенского монастыря, 2010. — 448 с. — 3000 экз. — ISBN 978-5-7533-0398-1.
- Грацианский М. В. Св. император Юстиниан и спор о Трёх Главах (540—553) // Вестник ПСТГУ I: Богословие. Философия. — 2007. — Вып. 17. — С. 5—26.
- Доброклонский А. Сочинение Факунда, епископа Гермианского в защиту трёх глав. — М., 1880. — 312 с.
- Задворный В. Л. Три главы // Католическая энциклопедия. — Изд-во францисканцев, 2011. — Т. IV. — С. 1141—1143. — ISBN 978-5-89208-096-5.
- Карташёв А. В. Вселенские соборы. — М.: Республика, 1994. — 542 с. — ISBN 5-250-01847-5. Архивировано 19 января 2012 года.
- Лебедев А. П. Вселенские соборы VI, VII и VIII веков. — М., 1897. — 332 с.

на французском языке
- Amann É. Trois Chaitres // Dictionnaire de théologie catholique. — Paris, 1946. — Т. XV, вып. II. — С. 1868—1924.
- Duchesne L. Vigile et Pélage; étude sur l'histoire de l'église romaine au milieu du VIe siècle. — Paris, 1884. — 76 p.
- Hefele C. J., Leclerq H. Histoire des conciles. — Paris, 1908. — 768 p.
- Hefele C. J., Leclerq H. Histoire des conciles. — Paris, 1909. — 620 p.
- Labourt J. Le christianisme dans l'empire Perse. — Paris, 1904. — 358 p.
- Sotinel C. Autorité pontificale et pouvoir impérial sous le règne de Justinien : le pape Vigile // Mélanges de l'Ecole française de Rome. Antiquité. — 1992. — Т. 104, № 1. — С. 439—463. — doi:10.3406/mefr.1992.1762.